# Рёслер, Уве
Уве Рёслер (нем. Uwe Rösler; род. 15 ноября 1968, Альтенбург, Лейпциг) — немецкий футболист и футбольный тренер.
Выступал на позиции центрального нападающего в командах Восточной Германии, Англии и Норвегии. В течение трёх сезонов — с 1994 по 1997 год — становился лучшим бомбардиром «Манчестер Сити». В составе «Кайзерслаутерна» выступал в Лиге чемпионов. Сыграл пять матчей за сборную ГДР.
В 2004 году начал карьеру тренера в норвежском чемпионате, с 2011 по 2018 год работал в различных английских клубах. С июня 2018 до ноября 2019 года являлся главным тренером клуба «Мальмё».

## Биография

### Клубная карьера

#### Начало карьеры
Карьеру футболиста Рёслер начал в ГДР, в составе «Локомотива» из Лейпцига. По одному сезону провёл в составе «Локомотива», «Хеми» и «Магдебурга», после чего перешёл в дрезденское «Динамо». После двух лет в Дрездене перешёл в «Нюрнберг», в составе которого провёл 28 игр, не сумев забить ни одного мяча, после чего был отдан в аренду обратно в «Динамо». Выросшему в ГДР, где футболисты официально считались любителями, Рёслеру было трудно адаптироваться после переезда на запад Германии после объединения, о чём он рассказывал в интервью.

#### Манчестер Сити
В марте 1994 года Рёслер приехал на просмотр в «Манчестер Сити». Возможность проявить себя он получил в матче резервного состава против «Бернли» и использовал её, забив два мяча. Результатом стала трёхмесячная аренда. Через неделю он дебютировал и за основной состав в игре против «Куинз Парк Рейнджерс». В 12 матчах Рёслер забил пять мячей и подписал полноценный контракт с «горожанами». Сумма трансфера оценивалась в 375—500 тысяч фунтов.
Сезон 1994/95 начался для «Сити» с неудачи — в стартовом туре команда уступила «Арсеналу» со счётом 0:3. Со временем Рёслер наладил взаимодействие с напарником по атаке Полом Уолшем и за сезон забил 22 мяча в чемпионате и кубке. В кубковой игре против «Ноттс Каунти» Рёслер отличился четыре раза, повторив достижение Джонни Харта 1953 года. По итогам сезона он стал лучшим бомбардиром команды и получил приз Игроку года.
В начале сезона 1995/96 «Сити» возглавил Алан Болл. Схема команды изменилась и, несмотря на сильных фланговых игроков, упор делался на атаки через центр. Кроме того, был продан напарник Рёслера по атаке — Пол Уолш. Сложившаяся ситуация привела к конфликту игрока с тренером, победителем из которого вышел Рёслер. В дерби против «Манчестер Юнайтед» он вышел на замену и забил красивый гол. По итогам сезона «Манчестер Сити» покинул Премьер-лигу, однако Рёслер остался верен команде.
Проведя ещё один тяжёлый сезон, омрачённый травмами, Рёслер покинул «Манчестер Сити» в качестве свободного агента, после окончания сезона 1997/98, в котором «горожане» покинули первый дивизион.
За четыре года в составе «Сити» он провёл 176 игр, в которых отличился 64 раза. В декабре 2009 года он был включён в Зал славы клуба.

#### Возвращение в Германию
Летом 1998 года Рёслер заключил однолетний контракт с «Кайзерслаутерном», который только что выиграл чемпионат Германии. Лучшей его игрой в составе команды стал матч Лиги чемпионов против ХИКа, в котором он оформил хет-трик. В четвертьфинале Лиги «Кайзерслаутерн» уступил мюнхенской «Баварии».
По окончании сезона он перешёл в берлинскую «Теннис Боруссию», за которую провёл 28 игр, забив 6 мячей.

#### Саутгемптон
Летом 2000 года «Теннис Боруссия» объявила о банкротстве. Рёслер в качестве свободного агента был приглашён Гленном Ходдлом в «Саутгемптон». Стать основным форвардом «святых» Рёслеру не позволила блестящая форма Джеймса Битти, забившего в ноябре-декабре 10 мячей в 10 играх. Кроме того, он получил травму паха, потребовавшую операции, и пропустил несколько недель. За «Саутгемптон» Рёслер забил лишь однажды — в кубковой игре против «Мансфилда».
26 мая 2001 года Рёслер в товарищеской игре против «Брайтон энд Хоув Альбион» забил последний мяч в истории стадиона «Делл». Выбор соперника на последний матч на арене был символичен — именно «Брайтон энд Хоув» стал первым гостем стадиона в 1898 году.
В следующем сезоне Рёслер был отдан в аренду «Вест Бромвич Альбион», искавшему замену для травмированного Скотта Доби. В составе «Вест Брома» он дебютировал 31 октября 2001 года в игре против «Кристал Пэлас». Всего за клуб он провёл пять матчей. Единственный гол забил в ворота «Ноттингем Форест» в ноябре 2001 года. В январе 2002 года Рёслер покинул Англию и перешёл в «Унтерхахинг», вместе с которым по итогам сезона завоевал путёвку в Бундеслигу.

#### Завершение карьеры
В июле 2002 года Рёслер перешёл в норвежский «Лиллестрём», за который забил 10 мячей в 11 играх второй половины сезона. В начале 2003 года Рёслер завершил карьеру игрока после того, как у него был диагностирован рак. Пройдя курс химиотерапии, он победил болезнь и вернулся в футбол, перейдя к тренерской деятельности.

### Карьера в сборной
Дебютировал за сборную ГДР 26 января 1990 года в матче с Кувейтом, завершившемся победой со счётом 2:1. Участвовал в последнем матче в истории сборной ГДР — 12 сентября 1990 года против Бельгии. Всего за команду провёл пять матчей, голов не забил.

### Тренерская деятельность

#### Лиллестрём
Восстановившись после лечения рака, в 2004 году Рёслер занял пост главного тренера норвежского «Лиллестрёма». Под его руководством команда дважды подряд занимала 4-е место в чемпионате, а также вышла в финалы Кубка Норвегии и Королевской лиги, в которых уступила. Результаты не удовлетворили руководство клуба, и 13 ноября 2006 года Рёслер был уволен.

#### Викинг
22 ноября 2006 года Рёслер возглавил «Викинг». В 2007 году он привёл команду к третьему месту в чемпионате. Покинул команду 18 ноября 2009 года.

#### Мольде
31 августа 2010 года подписал краткосрочный контракт с «Мольде», выступив в роли «пожарного». Под его руководством в последних восьми играх сезона команда удвоила количество набранных очков и сохранила место в высшем дивизионе. По окончании сезона на посту главного тренера команды Рёслера сменил Уле Гуннар Сульшер.

#### Брентфорд
В июне 2011 года Рёслер вернулся в Англию, заключив двухлетний контракт с «Брентфордом». Первый официальный матч под руководством Рёслера команда выиграла у «Йовил Тауна» со счётом 2:0. Первый сезон сложился удачно — по итогам чемпионата «Брентфорд» набрал 67 очков и финишировал на 9 месте в чемпионате, что стало лучшим результатом для команды за последние шесть лет.
В следующем сезоне «Брентфорд» остановился в шаге от повышения в классе. Сначала в драматическом матче команда уступила «Донкастеру», победа над которым позволяла напрямую выйти в дивизион выше. «Брентфорд» попал в плей-офф, в финальном матче которого уступил на «Уэмбли» «Йовилу» со счётом 1:2.
После разочаровывающей концовки сезона 2012/13 Рёслер начал перестройку команды. Перед стартом очередного сезона команду пополнили 13 новичков, как купленных, так и взятых в аренду. В ноябре-декабре 2013 года «Брентфорд» одержал семь побед в восьми играх. 7 декабря 2013 года Рёслер оставил свой пост. Под началом его преемника — Марка Уорбёртона — клуб завершил сезон на 2 месте и заработал повышение в классе. Ветеран команды Кевин О’Коннор в интервью отдал должное Рёслеру, заявив, что немецкий специалист работал на уровне Премьер-лиги и сумел изменить менталитет игроков, дав им уверенность в своих силах.

#### Уиган
7 декабря 2013 года Рёслер был назначен на пост главного тренера «Уигана». Дебют во главе клуба пришёлся на матч Лиги Европы против словенского «Марибора», завершившийся поражением 1:2.
В марте 2014 года «Уиган» одержал сенсационную победу над «Манчестер Сити» на стадионе «Этихад» со счётом 2:1, выбив фаворита в 1/4 Кубка Англии. На следующей стадии «Уиган» выбыл, уступив в серии пенальти лондонскому «Арсеналу». Сезон команда завершила на пятом месте и попала в плей-офф, где уступила «Куинс Парк Рейнджерс» со счётом 1:2 в дополнительное время.
В сезоне 2014/15 «Уиган» считался одним из фаворитов турнира. Игра же команды не оправдала прогнозов, и «Уиган» к ноябрю 2014 года оказался в зоне вылета. 13 ноября Рёслер был уволен с поста главного тренера. Исправить ситуацию это не помогло, и по итогам чемпионата команда опустилась дивизионом ниже.

#### Лидс
В феврале 2015 года Рёслер отклонил предложение возглавить «Мюнхен 1860», надеясь получить новую работу в Англии. 20 мая 2015 года он был назначен главным тренером «Лидс Юнайтед», заключив контракт на два года. Первую игру под руководством Рёслера «Лидс» сыграл против «Бернли» 8 августа 2015 года, матч завершился ничьей 1:1. 19 октября он был отправлен в отставку после того, как команда одержала всего две победы в 12 играх и опустилась на 18-е место в таблице.

#### Флитвуд Таун
30 июля 2016 года Рёслер возглавил клуб «Флитвуд Таун», выступающий в третьем эшелоне английского футбола. В первом сезоне под его руководством команда заняла четвёртое место в чемпионате, а в полуфинале плей-офф за выход в дивизион выше по сумме двух матчей уступила «Брэдфорд Сити» (0:1, 0:0).

## Тренерский стиль
Команды Рёслера отличаются активным высоким прессингом, частой ротацией состава. Предпочитаемые схемы игры — 4-3-3 или 3-5-2. Свой стиль Рёслер сравнивает с командами, которыми руководит его соотечественник Юрген Клопп и описывает его как «футбольный хеви-метал», быстрая атакующая игра со стремительным переходом от обороны к атаке.

## Личная жизнь
Женат на норвежке, имеет двух сыновей, названных по именам бывших игроков «Манчестер Сити» — Колина (в честь Колина Белла) и Тони (в честь Тони Бука).
В 2013 году издал автобиографию, названную Knocking Down Walls.

## Статистика

### Клубная статистика
| Клуб                  | Сезон            | Чемпионат | Чемпионат | Кубок | Кубок | Прочие | Прочие | Еврокубки | Еврокубки | Всего | Всего |
| Клуб                  | Сезон            | Игры      | Голы      | Игры  | Голы  | Игры   | Голы   | Игры      | Голы      | Игры  | Голы  |
| --------------------- | ---------------- | --------- | --------- | ----- | ----- | ------ | ------ | --------- | --------- | ----- | ----- |
| Локомотив (Лейпциг)   | 1987/88          | 3         | 0         | 1     | 0     | -      | -      | 2         | 0         | 6     | 0     |
| Всего                 | Всего            | 3         | 0         | 1     | 0     | -      | -      | 2         | 0         | 6     | 0     |
| Хеми                  | 1988/89          | 27        | 6         | -     | -     | -      | -      | -         | -         | 27    | 6     |
| Всего                 | Всего            | 27        | 6         | -     | -     | -      | -      | -         | -         | 27    | 6     |
| Магдебург             | 1988/89          | 9         | 3         | -     | -     | -      | -      | -         | -         | 9     | 3     |
| Магдебург             | 1989/90          | 24        | 11        | -     | -     | -      | -      | -         | -         | 24    | 11    |
| Магдебург             | 1990/91          | 13        | 5         | -     | -     | -      | -      | 4         | 0         | 17    | 5     |
| Всего                 | Всего            | 46        | 19        | -     | -     | -      | -      | 4         | 0         | 50    | 19    |
| Динамо (Дрезден)      | 1990/91          | 13        | 3         | -     | -     | -      | -      | 2         | 0         | 15    | 3     |
| Динамо (Дрезден)      | 1991/92          | 33        | 4         | 3     | 2     | -      | -      | -         | -         | 36    | 6     |
| Всего                 | Всего            | 46        | 7         | 3     | 2     | -      | -      | 2         | 0         | 51    | 9     |
| Нюрнберг              | 1992/93          | 28        | 0         | 3     | 3     | -      | -      | -         | -         | 31    | 3     |
| Всего                 | Всего            | 28        | 0         | 3     | 3     | -      | -      | -         | -         | 31    | 3     |
| Динамо (Дрезден)      | 1993/94          | 7         | 0         | 1     | 0     | -      | -      | -         | -         | 8     | 0     |
| Всего                 | Всего            | 7         | 0         | 1     | 0     | -      | -      | -         | -         | 8     | 0     |
| Манчестер Сити        | 1993/94          | 12        | 5         | -     | -     | -      | -      | -         | -         | 12    | 5     |
| Манчестер Сити        | 1994/95          | 31        | 15        | 4     | 5     | 3      | 2      | -         | -         | 38    | 22    |
| Манчестер Сити        | 1995/96          | 36        | 9         | 5     | 2     | 3      | 2      | -         | -         | 44    | 13    |
| Манчестер Сити        | 1996/97          | 44        | 15        | 3     | 1     | 2      | 1      | -         | -         | 49    | 17    |
| Манчестер Сити        | 1997/98          | 29        | 6         | 2     | 1     | 2      | 0      | -         | -         | 33    | 7     |
| Всего                 | Всего            | 152       | 50        | 14    | 9     | 10     | 5      | -         | -         | 176   | 64    |
| Кайзерслаутерн        | 1998/99          | 28        | 8         | 2     | 1     | 1      | 0      | 6         | 3         | 37    | 12    |
| Всего                 | Всего            | 28        | 8         | 2     | 1     | 1      | 0      | 6         | 3         | 37    | 12    |
| Теннис Боруссия       | 1999/00          | 28        | 6         | 2     | 3     | -      | -      | -         | -         | 30    | 9     |
| Всего                 | Всего            | 28        | 6         | 2     | 3     | -      | -      | -         | -         | 30    | 9     |
| Саутгемптон           | 2000/01          | 20        | 0         | 2     | 0     | 2      | 1      | -         | -         | 24    | 1     |
| Саутгемптон           | 2001/02          | 4         | 0         | 0     | 0     | 1      | 0      | -         | -         | 5     | 0     |
| Всего                 | Всего            | 24        | 0         | 2     | 0     | 3      | 1      | -         | -         | 29    | 1     |
| {Вест Бромвич Альбион | 2001/02          | 5         | 1         | -     | -     | -      | -      | -         | -         | 5     | 1     |
| Всего                 | Всего            | 5         | 1         | -     | -     | -      | -      | -         | -         | 5     | 1     |
| Вест Бромвич Альбион  | 2001/02          | 5         | 1         | -     | -     | -      | -      | -         | -         | 5     | 1     |
| Всего                 | Всего            | 5         | 1         | -     | -     | -      | -      | -         | -         | 5     | 1     |
| Унтерхахинг           | 2001/02          | 14        | 5         | -     | -     | -      | -      | -         | -         | 14    | 5     |
| Всего                 | Всего            | 14        | 5         | -     | -     | -      | -      | -         | -         | 14    | 5     |
| Лиллестрём            | 2002             | 10        | 9         | -     | -     | -      | -      | 2         | 0         | 12    | 9     |
| Лиллестрём            | 2003             | 1         | 1         | -     | -     | -      | -      | -         | -         | 1     | 1     |
| Всего                 | Всего            | 11        | 10        | -     | -     | -      | -      | 2         | 0         | 13    | 9     |
| Всего за карьеру      | Всего за карьеру | 419       | 112       | 28    | 18    | 14     | 6      | 16        | 3         | 477   | 139   |

### Тренерская статистика
| Команда       | Начало работы   | Окончание работы | Результаты | Результаты | Результаты | Результаты | Результаты |
| Команда       | Начало работы   | Окончание работы | И          | В          | Н          | П          | П %        |
| ------------- | --------------- | ---------------- | ---------- | ---------- | ---------- | ---------- | ---------- |
| Лиллестрём    | 1 ноября 2004   | 13 ноября 2006   | 55         | 24         | 16         | 15         | 43,64      |
| Викинг        | 22 ноября 2006  | 18 ноября 2009   | 89         | 37         | 24         | 28         | 41,57      |
| Мольде        | 30 августа 2010 | 31 декабря 2010  | 8          | 6          | 2          | 0          | 75,00      |
| Брентфорд     | 10 июня 2011    | 7 декабря 2013   | 136        | 60         | 40         | 36         | 44,12      |
| Уиган Атлетик | 7 декабря 2013  | 13 ноября 2014   | 55         | 22         | 16         | 17         | 40,00      |
| Лидс Юнайтед  | 20 мая 2015     | 19 октября 2015  | 12         | 2          | 6          | 4          | 16,67      |
| Флитвуд Таун  | 30 июля 2016    | 17 сентября 2018 | 102        | 43         | 26         | 33         | 42,20      |
| Мальмё        | 12 июня 2018    |                  | 29         | 17         | 10         | 2          | 58,60      |
| Всего         | Всего           | Всего            | 485        | 210        | 140        | 135        | 43,30      |

Данные на 8 ноября 2018 года